# Profertil Arena Hartberg
Le Profertil Arena Hartberg est un stade de football, situé à Hartberg en Autriche.
Érigée en 1946, il accueille les matchs à domicile du club de football TSV Hartberg. Sa capacité est de 5 024 places.

## Histoire
Le TSV Hartberg accède à la première division autrichienne en 2018. Le stade fait alors l'objet d'une rénovation. Le gazon est dorénavant chauffé, la tribune presse et VIP agrandie. 
Le 11 juin 2019, le stade accueille la rencontre internationale de l'Autriche espoirs contre l'équipe de France espoirs. Le match se finit sur le score de 3-1.

## Équipements
Le stade est composé de 4 tribunes couvertes et possède une capacité de 5 024 places pour les matchs de Bundesliga. Il dispose de 450 places VIP ainsi qu'un restaurant. Les supporters peuvent stationner leurs véhicules dans le parking souterrain du stade.
Le stade abrite le siège du club résident depuis sa création.
Il peut également accueillir des évènements d'athlétisme. Il est équipé de six couloirs de pistes autour du stade.

## Galerie

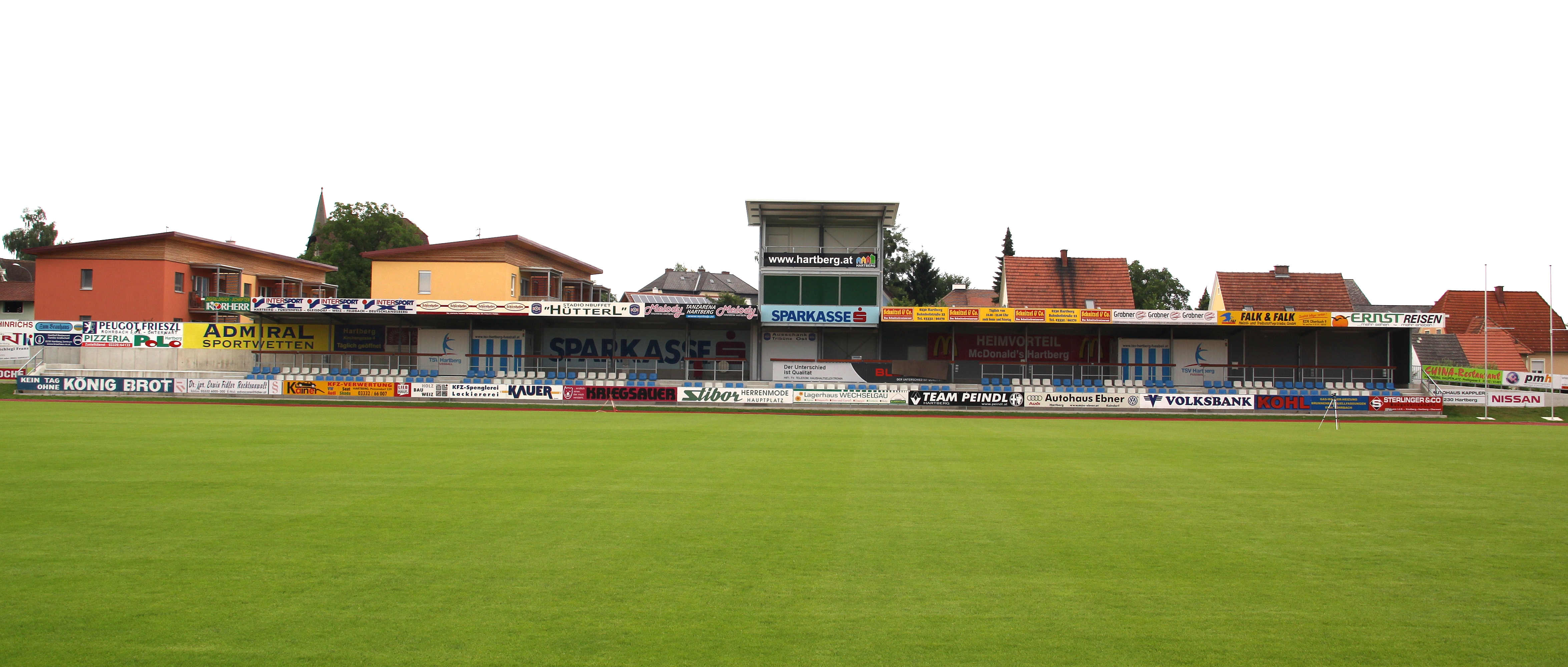
Tribune EST
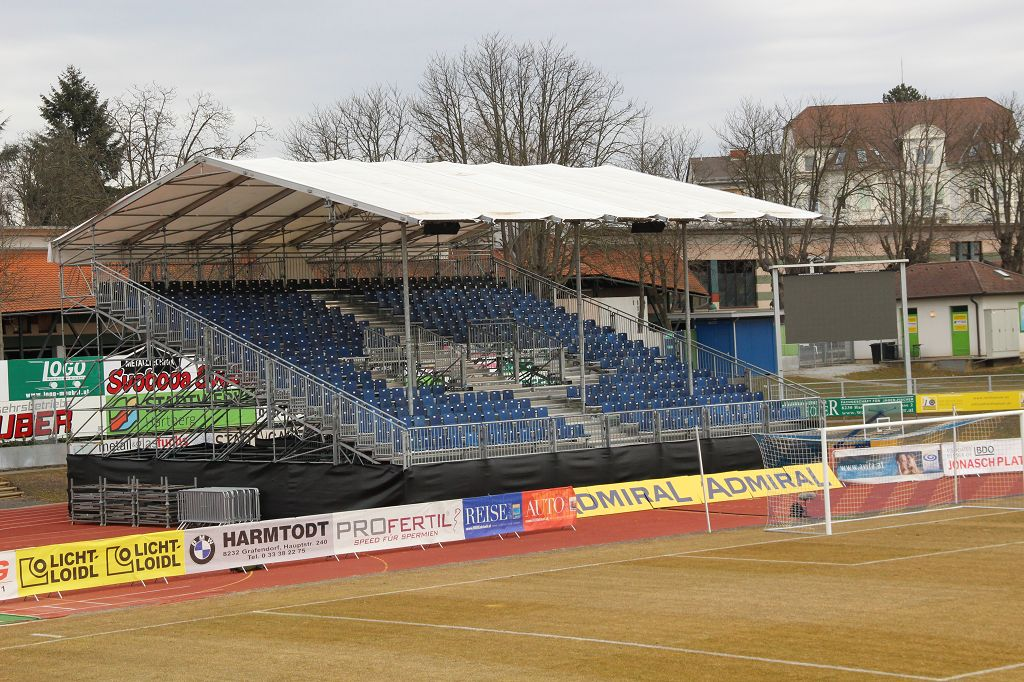
Tribune NORD
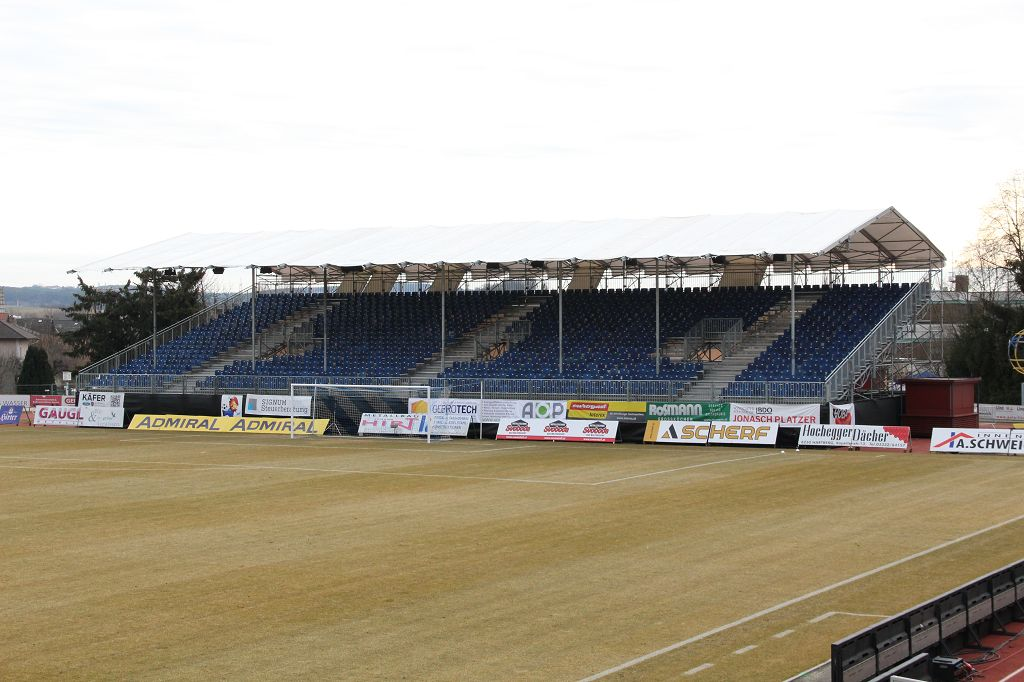
Tribune SUD